# Perlilla
Il Perlilla o Nevado Perlilla è una montagna della Cordillera Blanca, nelle Ande peruviane; la sua vetta raggiunge la quota di 5587 m s.l.m. La montagna è stata scalata per la prima volta il 14 luglio 1966 attraverso la cresta sud da una cordata giapponese formata da M. Ishinabe, A. Kurihara, A. Miyahara, S. Ooe e T. Suzuki.

## Geografia
Situato nella parte centro-orientale della Cordillera Blanca, il Perlilla è una montagna formata da arenaria e scisti, risalenti al Giurassico, che mostrano in questa regione le stratificazioni piegate dal movimento tettonico. La conformazione geologica ha favorito i fenomeni di erosione; a causa di questi, le cime dell'intero massiccio raggiungono una quota più bassa rispetto a quelle dei massicci circostanti.